# 심시티 DS
《심시티 DS》(SimCity DS)는 2007년 2월 22일 일본에 처음으로 출시된 심시티의 닌텐도 DS 버전이다. 일렉트로닉 아츠의 일본 지사가 개발하였다. 심시티 3000을 기반으로 한 이 게임은 닌텐도 DS의 큰 특징인 터치 펜과 터치 스크린을 활용하여 PC와 유사하게 원활한 게임 진행을 할 수 있는 것이 특징이다. 그러나, 시대를 역행하는 그래픽과 불편한 인터페이스로 많은 비판을 받았다. 한국어판은 2007년 9월 12일 발매되었다.